# Sandy (Oregon)
Sandy est une ville du comté de Clackamas situé dans l'État de l'Oregon aux États-Unis.

## Histoire
La ville devient une municipalité en 1913.

### Géographie

Situation de la ville de Sandy sur une carte : à droite, situation du comté de Clackamas sur une carte de l'Oregon et à gauche, situation de la ville de Sandy sur une carte du comté de Clackamas

## Gouvernement
Le maire actuel de la ville est Bill King.

## Personnalités
- Todd Hoffman, prospecteur d'or et principal acteur de Gold Rush (en)[1].